# Xenarthra
Xenarthra su nadred podrazreda viših sisavaca koji obuhvaća red krezubica (Pilosa) i pasance (Cingulata). Osobitost im je nastavak koji imaju na kralježnici. Ranije su bili vođeni kao zaseban red, no danas su, kao jedan od četiri grupe unutar podrazreda viših sisavaca, svrstani u samostalni nadred. Za razliku od druge tri grupe, bliska međusobna srodnost porodica unutar ovog podrazreda je vrlo sporna.
Nakon odvajanja grupe Afrotheria prije oko 105 milijuna godina, ova se grupa prije oko 90 do 102 milijuna godina na području ili Južne Amerike ili, možda, Antarktike koja u to vrijeme nije bila zaleđena, odvojila od preostala dva nadreda viših sisavaca, Laurasiatheria i Euarchontoglires. Ako Xenarthra ne potječu iz Južne Amerike, onda su se na prijelazu od krede u razdoblje tercijara u nju doselili s Antarktike. Iz tog razdoblja potječu i prvi fosili ovih životinja.
Životinje iz ove grupe su ekološki najmanje uspješne. Ova grupa čini samo oko 1,2% raznovrsnosti viših sisavaca i imaju vrlo malu rasprostranjenost. Ako se zanemare pasanci koji žive i na jugu Sjeverne Amerike, njihov je životni prostor ograničen isključivo na Južnu Ameriku. 
U usporedbi s drugim nadredovima viših sisavaca, uočljivi su zanimljivi primjeri konvergentne evolucije. Tako su, na primjer, ješci (Tachyglossidae) iz grupe prasisavaca, ljuskavci (Pholidota) iz grupe Laurasiatheria isto kao i pasanci (Cingulata) iz ove grupe kao prilagodbu prehrani insektima i crvima izgubili zube i umjesto toga razvili dugačak jezik.

## Sistematizacija
Ovaj se nadred dijeli na dva reda:
- krezubice (Pilosa) koji obuhvaćaju ljenjivce (Folivora) i mravojeda (Vermilingua) i
- pasanci (Cingulata)